# Alberto Saavedra Muñoz
Alberto Saavedra Muñoz (Oviedo, Asturias, 29 de octubre de 1981), más conocido como Alberto Saavedra, es un futbolista español que actualmente juega para el Caudal Deportivo de la Segunda División B de España, y actúa como defensa.

## Trayectoria
Nacido en Oviedo, Asturias, la carrera de Saavedra empezó cuándo firmó un contrato profesional con su club local, el Real Oviedo, debutando con el primer equipo en 2002. Fichó posteriormente por el Club Deportivo Numancia en la temporada 2003/2004 de Segunda División. Los sorianos consiguieron esa temporada el ascenso a Primera División. 
En enero de 2004, se trasladó a jugar a los Países Bajos, fichando por el ADO Den Haag de la Eredivisie con el que disputó en tres temporadas un total de 81 partidos. En 2007  regresa a su país, para jugar con el UD Vecindario en la 2007/2008 y posteriormente al Ontinyent CF en 2008 (ambos de la Segunda B). 
En 2011 ficha por el Caudal Deportivo y ese mismo año, por el Marino de Luanco. En 2014 regresó de nuevo al Caudal Deportivo.

## Vida personal
Su padre, José Jorge Saavedra Rodríguez, fue futbolista y su hermano Jose Jorge Saavedra Muñoz también lo fue, militando en equipos como el Real Oviedo (junto a su hermano), Palencia CF, Granada CF, o Burgos CF.

## Clubes
| Club                       | País         | Año         |
| -------------------------- | ------------ | ----------- |
| Real Oviedo Vetusta        | España       | 2001 -2003  |
| Real Oviedo                | España       | 2002 - 2003 |
| Club Deportivo Numancia    | España       | 2003        |
| ADO Den Haag               | Países Bajos | 2004 - 2007 |
| Unión Deportiva Vecindario | España       | 2007 - 2008 |
| Ontinyent Club de Fútbol   | España       | 2008 - 2011 |
| Caudal Deportivo           | España       | 2011        |
| Marino de Luanco           | España       | 2011 - 2014 |
| Caudal Deportivo           | España       | 2014 -      |